# Pârâul Ponor
Pârâul Ponor este un râu afluent al Someșului Cald. 